# Rio Cojmăneşti
O Rio Cojmăneşti é um rio da Romênia, afluente do Jilţ Slivileşti, localizado no distrito de Gorj.